# Lorentz (cráter)

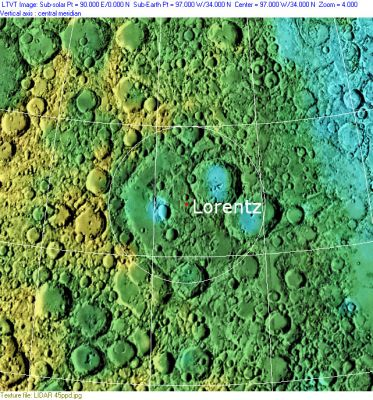
Entorno de Lorentz. Imagen de la misión Clementine (1994)

Lorentz es un enorme cráter de impacto que se encuentra justo más allá del terminador noroeste de la Luna, en una región que se pone a la vista de la Tierra durante las libraciones favorables. Esta formación es casi tan grande como el Mare Nectaris (perteneciente a la cara visible de la Luna), aunque no ha sido sumergido por la lava como el mar lunar. Sin embargo, las secciones del suelo del cráter aparecen relativamente niveladas, particularmente un arco en el borde occidental, aunque esta región está marcada por numerosos pequeños cráteres. El resto del interior es áspero e irregular, y también está marcado por una multitud de impactos.
|  |

Lorentz contiene una destacable pareja de cráteres pareados, formada por Nernst (situado apenas al norte del punto medio de Lorentz), y Röntgen (unido al borde suroriental de Nernst). Atravesando el borde sur de Lorentz aparece Laue, mientras que Avicenna atraviesa el borde noroeste. Cerca del más difuminado borde este de Lorentz se halla Aston.

## Cráteres satélite
Por convención estos elementos son identificados en los mapas lunares poniendo la letra en el lado del punto medio del cráter que está más cercano a Lorentz.
|         | \| Lorentz \| Coordenadas \| Diámetro \| \| ------- \| ------------------------------- \| -------- \| \| P \| 31°48′N 98°30′O / 31.8, -98.5 \| 38 km \| \| R \| 33°24′N 99°12′O / 33.4, -99.2 \| 33 km \| \| T \| 34°36′N 100°18′O / 34.6, -100.3 \| 20 km \| \| U \| 35°00′N 100°00′O / 35.0, -100.0 \| 22 km \| |          |
| Lorentz | Coordenadas | Diámetro |
| P       | 31°48′N 98°30′O / 31.8, -98.5 | 38 km    |
| R       | 33°24′N 99°12′O / 33.4, -99.2 | 33 km    |
| T       | 34°36′N 100°18′O / 34.6, -100.3 | 20 km    |
| U       | 35°00′N 100°00′O / 35.0, -100.0 | 22 km    |